# Бокаж

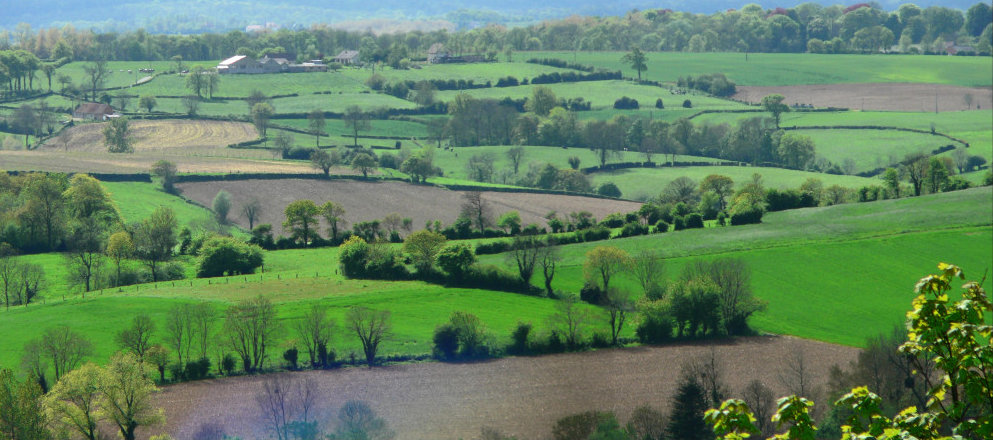
Бокаж на півночі Франції

Бокаж (фр. bocage — гай) — тип культурного ландшафту, сільська місцевість, характерна для західної Франції та північно-західних районів Франції з прохолодним вологим океанічним вітряним кліматом, у вигляді невеликих, неправильної форми сільськогосподарських полів і луків перемежованих смугами дерев чи чагарників («живі огорожі»), залишками невеликих лісочків — лісових гаїв, фруктових садів. Для бокажу характерна клаптиковість та строкатість. Французькою мовою дане слово означає — ландшафтна огорожа. Бокажний ландшафт має злегка округлу форму земної поверхні й розповсюджений у морських кліматичних умовах. Бокаж — невеликий, закритий ландшафт, забезпечує різноманітність біотопів, надає умови для життя птахів, дрібних ссавців, амфібій, рептилій, метеликів. Характерний для районів з прохолодним та вологим океанічним кліматом. Зустрічається також у Бельгії, Данії, деяких районах Британії (Британським островам).